# 伊藤裕一
伊藤 裕一（いとう　ゆういち、1984年3月25日 - ）は、日本の俳優、脚本家、演出家、モデル。神奈川県横浜市出身。オリオンズベルト所属。劇団お座敷コブラ元主宰。

## 略歴
小学校のうち5年間をシンガポール・台湾と海外で過ごす。
帰国後、中学生の頃に「自分は他の人とは違う」ということを痛感し、俳優を志す。
「劇団つみつみニャー」、日本大学商学部演劇サークル「劇団おいおい」を経て、2003年8月、「劇団おいおい」のメンバーとともに「劇団お座敷コブラ」を旗揚げ。以来、上演全作品の脚本・演出・出演を担当。
また、俳優活動の他、ラゾーナ川崎プラザソルの企画スタッフとして、様々なイベントをプロデュースしている。

## 人物
- 身長178cm、チェスト85cm、ウエスト72cm、ヒップ92cm、靴のサイズ27cm[1]。
- デジカメエキスパート3級、普通救命技術認定[2]、パンシェルジュ検定3級[3] の資格を持っている。
- ニックネームは「いとちゅう」。一説では、シンガポール・台湾からの帰国子女である伊藤に対して中学の同級生が発した「伊藤って中国人じゃなかったんだ！」が短くなったものといわれている[4]。
- 役者・脚本・演出の他にも多種多様な活動を行っている。戦隊ヒーロー、ウルトラヒーロ等のスーツアクター、イベントMC、キャラクターショー[5] の他、自身の劇団やその他活動において動画の編集を行うこともある。
- 学生時代にホテルマンのアルバイト経験があり、結婚式でのサービスも多数行っていた[6] 他、現在もウェディング関係のモデルの仕事を行う等、ブライダル業に多く携わっている。また、劇団でも「お座敷コブラハッピーマネジメント部」として、披露宴・2次会司会や余興出演など、結婚式に関わるあらゆるサポートをするサービスを実施している。
- 閉暗所恐怖症であり、スーツアクターの仕事をこなす際は闘うような気持ちで臨んでいる[7][8]。
- 食物アレルギーを複数持っている。キウイやマンゴーを食べると喉が痒くなる、桃を食べると瞼が重くなる等。ただし、全て嫌いなものでは無いため翌日が休みの場合は食べる[9]。また、「卵と鶏肉を同時に食べると蕁麻疹が出る」というアレルギーを持っているが、幸せ!ボンビーガールに片岡愛之助 (6代目)役で出演した際、親子丼を食べるシーンがあり、スタッフに体質のことを話したところ、ロケ地のなか卯が特別に卵どんぶりを調理してくれた。しかし、その後のシーンで卵どんぶりを食べたことを失念し、焼き鳥を口にした結果、深夜に全身の痒みに悩まされた[10]。
- 好きな食べ物はサーモン[4]。嫌いな食べ物は生牡蠣。しかし先輩に生牡蠣を勧められた際は、著書『おいし「そう」に食べる方法』にあるような良いリアクションを取ることができる[11]。
- 2018年7月からブリティッシュショートヘアの義太夫(ぎだゆー)を飼っている。義太夫の誕生日は2018年4月15日である。[12][13]

## 出演

### 舞台
※お座敷コブラの公演では、全作品において作・演出も担当。
- お座敷コブラ1畳目公演『荒野のマンガン』（2003年8月5日 -  7日 吉祥寺櫂スタジオ） - 満俺 役
- お座敷コブラ2畳目公演『刃刃愚』（2004年3月16日 - 18日 中板橋新生館スタジオ） - 雲上 役
- お座敷コブラ2畳半公演『ムック』（2004年7月7日 ウエストエンドスタジオ） - ムック 役
- お座敷コブラ3畳目公演『ロマンスの神様』（2005年1月7日 - 10日 江古田ストアハウス） - 七曲カケル 役
- はぶ談義 Vol.7 『ヒキガネ』（2005年5月19日 - 22日 ウエストエンドスタジオ）
- お座敷コブラ3畳半公演『お前ら表へ出ろ！』（2005年8月31日 - 9月3日 スタジオ・スパーク1） - 店長 役
- お座敷コブラ4畳目公演『プラマドンナ』（2006年11月17日 - 19日 麻布die pratze） - 朝倉 役
- お座敷コブラ4畳半公演『レロレロアクション』（2007年5月18日 - 20日 シアターグリーンBASE THEATER） - LBJ 役
- お座敷コブラ5畳目公演『28』（2007年12月6日 - 9日 ラゾーナ川崎プラザソル） - 七海 役
- お座敷コブラ5.25公演 アワーズ♂組『マカロニ』（2008年5月9日 - 11日 池袋小劇場） - ヨシヒロ 役
- お座敷コブラ6畳目（5周年第10回記念）公演『A!MAZE』（2008年10月10日 - 13日 ラゾーナ川崎プラザソル） - マルソー 役
- 劇団夢現舎 エディンバラ国際演劇祭 東京凱旋公演 『蟻のごちそう〜The feast of the Ants』(2008年11月8日 - 9日 紀伊國屋サザンシアター)
- FLAME&Lead『ZIPANGU〜遥かなる道〜』（2008年 - 2009年 新宿コマ劇場、御園座、楽楽楽ホール、シアターBRAVA！）
- お座敷コブラ7畳目公演『伍〜five〜』（2009年12月16日 - 20日 ラゾーナ川崎プラザソル） - じゃみる 役
- お座敷コブラ7畳半公演『マカロニ』（2010年3月20日 神奈川県立青少年センター） - オーリオ 役
- お座敷コブラ8畳目公演『ハコモノ』（2010年11月3日 - 7日 ラゾーナ川崎プラザソル） - 藤村 役
- はぶ談義 Vol.13 『時泥棒 〜昭和歌謡短編集〜』（2011年5月31日 - 6月5日 新宿ゴールデン街劇場）
- お座敷コブラ9畳目公演『Reverse Play Ground』（2011年9月15日 - 19日 ラゾーナ川崎プラザソル） - 豹役
- お座敷コブラ10畳目公演『&1night』（2012年11月28日 - 12月2日 ラゾーナ川崎プラザソル） - アリババ役
- お座敷コブラ10畳半公演『マカロニ』（2013年4月17日 - 21日 神奈川県立青少年センター多目的プラザ） - 軽部 役
- お座敷コブラ10周年大実験公演『WWW』（2014年1月8日 - 13日 カフェレストランメルヘン） - 藤原 役
- お座敷コブラ11畳目公演『RUN』（2015年1月22日 - 25日 KAAT神奈川芸術劇場大スタジオ） - 江角蘭丸 役
- 聖地ポーカーズpresents 『HOLD THEM』（2016年1月27日 - 31日 笹塚ファクトリー） - 保安官 役 ※作・演出も担当。
- 〜崩壊シリーズ〜『九条丸家の殺人事件』（2016年4月8日 - 5月1日 俳優座劇場 他） - 鳥場明 役[14]
- 聖地ポーカーズpresents Vol.2『Dice or Scythe ダイスオアサイズ 〜賽か死か〜』（2016年8月5日 - 11日、ラゾーナ川崎プラザソル）- 灰祢 役[15]
- お座敷コブラ12畳目公演『RUN ver.2.0』（2016年11月3日 - 13日 ラゾーナ川崎プラザソル）- 江角蘭丸 役
- 斬劇『戦国BASARA』関ヶ原の戦い（2017年2月3日 - 12日 天王洲銀河劇場、2月17日 - 19日 梅田芸術劇場シアタードラマシティ）- 黒田官兵衛 役
- 〜崩壊シリーズ〜『リメンバーミー』（2017年4月13日 - 5月14日 俳優座劇場　他）- 鳥場明 役
- 斬劇『戦国BASARA』小田原征伐（2017年8月11日 - 20日 AiiA 2.5 Theater Tokyo、8月25日 - 27日 立命館いばらきフューチャープラザ グランドホール）- 黒田官兵衛 役
- フェイス（2017年9月21日 - 29日 浅草九劇）- 瀬尾一樹 役[16]
- 舞台『義風堂々!!』（2017年11月17日 - 26日 AiiA 2.5 Theater Tokyo、12月9日 - 10日 大阪メルパルクホール）- 上杉景勝 役
- ONLY SILVER FISH（2018年1月6日 - 17日 紀伊國屋ホール）- ロジャー 役
- 斬劇『戦国BASARA』第六天魔王（2018年3月2日 - 11日 AiiA 2.5 Theater Tokyo、3月16日 - 18日 森ノ宮ピロティホール）- 黒田官兵衛 役
- 舞台『若様組まいる～アイスクリン強し～』（2018年4月27日 - 5月6日 サンシャイン劇場）- 丹羽記者 役
- うつろ[虚]のまこと[実]―近松浄瑠璃久遠道行―（2018年6月3日 - 10日 博品館劇場）- 近松門左衛門 役
- 黄昏 - On Golden Pond -（2018年8月10日 - 9月11日 紀伊國屋ホール 他）- チャーリー・マーティン 役[17]
- 方南ぐみ企画公演 朗読劇『青空』（2018年8月13日 三越劇場）
- Orega Presents Vol.1『―初恋2018』（2018年9月27 - 10月4日 東京芸術劇場シアターウエスト 他）
- 斬劇『戦国BASARA』蒼紅乱世『紅』未来への誇り（2018年12月7日 - 12月16日 オルタナティブシアター）- 黒田官兵衛 役
- リーディングドラマ『シスター』（2018年12月18日 よみうり大手町ホール）
- お座敷コブラ13畳目公演『RUN ver.3.0』（2019年1月24日 - 2月3日 ラゾーナ川崎プラザソル）- 江角蘭丸 役
- ミュージカル『ふたり阿国』（2019年3月29日 - 4月15日 明治座）- 松梅院 役
- +GOLD FISH（2019年5月10日 - 19日 紀伊國屋ホール）- ポロット 役
- 『HERO』〜2019 夏〜（2019年7月31日 -  8月4日 ヒューリックホール東京）- 始関和志 役
- 上にいきたくないデパート（2019年8月21日 - 29日 三越劇場）- 能見誠 役
- 音楽舞台 『偶然の出会いのように』 〜ダリ、マグリット、エルンストの迷宮美術館〜（2019年9月27日 - 29日 KAAT神奈川芸術劇場 大スタジオ）- 紳士 役[18]
- 〜崩壊シリーズ〜『派』（2019年10月18日 - 11月24日 俳優座劇場　他）- 鳥場明 役
- 舞台『楽屋-流れさるものはやがてなつかしき-』（2020年1月17日 - 2月2日 浅草九劇）- 女優C 役
- 斬劇『戦国BASARA』豊臣滅亡 (2020年4月10日 -19日 品川プリンスホテル ステラボール 公演中止) (2020年4月24日 -26日 AiiA 2.5 KOBE 公演中止) - 黒田官兵衛 役
- エンゲキノマド『フェイス』（2020年6月9日 - 15日）- 瀬尾一樹 役 ※配信
- リーディングドラマ『シスター』（2020年7月30日 - 8月5日）※配信
- 音楽劇『モンテクリスト伯～黒き将軍とカトリーヌ～』（2020年8月16日 - 8月23日 明治座）- フェルナン 役
- 舞台『魔法使いの嫁 老いた竜と猫の国』（2020年10月17日 - 25日 紀伊國屋ホール、11月7日 - 8日 サンケイホールブリーゼ）- マシュー 役
- 忠臣蔵 討入・る祭（2020年12月28日 - 31日 明治座）- 吉良上野介、KYパーク 役
- ミュージカル『僕とナターシャと白いロバ』（2021年2月3日 - 28日 浅草九劇）- マルチマン 役[19]
- フェイス（2021年4月7日 - 4月13日 浅草九劇）- 瀬尾一樹 役
- 舞台『楽屋-流れさるものはやがてなつかしき-』（2021年4月15日 - 4月25日 浅草九劇）
- 天才てれびくん the STAGE ～バック・トゥ・ザ・ジャングル～ (2021年6月19日 ‐ 7月11日 渋谷区文化総合センター大和田さくらホール) ‐ ハムラ 役
- Musical『SMOKE』（2021年8月28日 - 10月3日 浅草九劇、10月15日 - 17日 梅田芸術劇場シアタードラマシティ）- 超 役
- 本日も休診（2021年11月12日 - 28日 明治座）
- お座敷コブラ13畳半公演『GEPPETTO』（2021年12月1日 - 12月5日 大岡山劇場） -12月4日 ピノキオ(代役)
- シン る ひま オリジナ・る ミュージカル『明治座で逆風に帆を張る!!』（2021年12月28日 - 12月31日 明治座）- 梶原景時、従者 役
- 舞台『アーモンド』(2022年2月25日 -3月7日公演中止) (3月9日-3月13日 シアタートラム）- ユンジェのばあちゃん 役
- 舞台『象』（2022年4月6日 - 4月15日公演中止)(4月15日-4月17日  KATT神奈川芸術劇場大スタジオ)-  根本賢 役
- お座敷コブラ『GEPPETTO』上映会（2022年4月22日 - 4月24日 溝ノ口劇場 ）
- 音楽劇『刻』（2022年8月4日 - 9月11日 浅草九劇 ）-  横山光、北野拓郎、高峰雅司 役
- お座敷コブラ14畳目公演『TRIANGLE』（2022年11月30日 - 12月4日 溝ノ口劇場 ）-声の出演
- 笑う門には福来・る祭　明治座でどうな・る家康（2022年12月23日 - 12月26日 明治座）(2023年1月8日 梅田芸術劇場メインホール) - 明智光秀、婆婆湯役
- 『シン・るコンサート』(2022年12月31日 - 1月1日 梅田芸術劇場 シアター・トラムシティ) - 梶原景時、従者 役
- 舞台『モノノ怪～化猫～』 (2023年2月4日 - 2月15日 飛行船シアター - 坂井伊國役)
- お座敷コブラ『TRIANGLE』上映会（2023年3月14日 - 3月15日 溝ノ口劇場 ）
- ミュージカル『ピエタ』（2023年5月18日-5月24日 俳優座劇場） - リー・イン、元カレ、工藤 役
- ミュージカル『ヴィンチェンツォ』（2023年 8月11日-13日　 兵庫 AiiA 2.5 Theater Kobe、8月18日-21日 東京 日本青年館ホール、8月25日-27日 大阪 サンケイホールブリーゼ） - ナム・ジュソン/トト役
- 『Dancing☆Starプリキュア』The Stage（2023年10月28日 - 11月5日、品川プリンスホテル ステラボール / 11月10日 - 12日、サンケイホールブリーゼ） - 室井一帆 役[20]
  - 『Dancing☆Starプリキュア』The Stage3（2025年12月、東京・大阪）[21]
- 朗読劇 エダニク（2023年11月27日 - 11月30日 座・高円寺2) 沢村(28日29日)、伊舞(29日) 役
- シンる・ひま　オリジナ・る　ミュージカ・る『ながされ・る君へ～足利尊氏太変記～』（2023年 12月28日 - 12月31日　明治座 ） - 赤橋守時、万里小路宣房、 ダーリン 役
- お座敷コブラ15畳目公演『斯くして』（2024年1月 2024年1月10日 - 1月14日 テアトルBONBON - 幽情 出演 ）

- 恐竜ラボ！「キング・オブ・ハンターズ from DINO-A-LIVE」(2024年2月3日-2月4日 刈谷市総合文化センターアイリス、2月17日-2月18日 メイシアター(吹田市文化会館) 2月23日-倉敷市民会館 アルス倉敷、2月25日 広島文化学園HBGホール、3月2日 本多の森 北電ホール、3月9日-3月10日 サントミューゼ（上田市交流文化芸術センター)、4月27日-4月28日 名取市文化会館 -博士役)
- お座敷コブラ『斯くして』上映会（2024年4月20日  溝ノ口劇場 ）
- 朗読劇「細雪」（2024年6月22日-23日 明治座 ）
- ミュージカル『黒執事』〜寄宿学校の秘密 2024〜（2024年9月7日・8日 兵庫県立芸術文化センター KOBELCO 大ホール、9月21日 - 29日 TOKYO DOME CITY HALL） - ヨハン・アガレス 役[22]
- シンる・ひま オリジナ・る ミュージカ・る 革命『もえ・る剣』（2024年12月27日 - 2025年1月2日 シアターH） - 山南敬助 役[23]
- ミュージカル『Fate/Zero』〜The Sword of Promised Victory〜（2025年1月18日 - 26日 THEATER MILANO-Za、1月31日 - 2月2日 SkyシアターMBS） - ケイネス・エルメロイ・アーチボルト 役[24]
  - ミュージカル『Fate/Zero』〜A Hero of Justice〜（（2025年9月6日 - 21日〈予定〉 THEATER MILANO-Za）[25][26]
- ハジケ・る ポップコーン一座『テイ・る オブ ナイトメア』〜不思議の国の給仕係〜（2025年3月21日、I'M A SHOW）[27][28]
- ミュージカル『憂国のモリアーティ』大英帝国の醜聞 Reprise（2025年5月16日 - 18日、シアターH / 5月23日 - 25日、京都劇場 / 5月30日 - 6月8日、天王洲 銀河劇場） - マイクロフト・ホームズ 役[29]
- 加藤啓アワー『私、鬼になるね』（2025年7月17日 - 21日〈予定〉、雷5656会館 ときわホール）[30]
- 『Dancing☆Starプリキュア』The Stage3（2025年12月5日 - 14日〈予定〉、天王洲 銀河劇場 / 12月19日 - 21日〈予定〉、COOL JAPAN PARK OSAKA TTホール） - 室井一帆 役[31]

### 映画
- くちびるから機関銃（2005年、日本映画学校18期三科卒業制作作品） - 坂井国夫 役
- Velocity Orchestra（2006年） - ロボット2 役
- 山手線鬼ごっこ- 鬼 役
- ジェネラル・ルージュの凱旋（2009年3月、東宝） - 重病患者2 役
- 曲がれ!スプーン（2009年11月、東宝） - 荒井亮平 役
- ゼブラーマン -ゼブラシティの逆襲-（2010年5月、東映） - ゼブラポリス 役
- 踊る大捜査線 THE MOVIE3 ヤツらを解放せよ!（2010年7月、東宝） - SAT隊隊員 役
- ノルウェイの森 (映画)（2010年12月、東宝） - 喫茶銀座の店員 役
- 任侠ヘルパー（2012年11月、東宝） - アクション参加
- 進撃の巨人（2015年8月・9月、東宝） - 立体機動兵・イヌイ 役
- シン・ゴジラ（2016年7月、東宝）[32]- 水管理・国土保全局防災課係長 役[33]
- KINGSGLAIVE FINAL FANTASY XV （2016年7月、アニプレックス） - モーションアクター参加
- ONLY SILVER FISH ～Water tank of MARY’S room～（2018年11月、MMJ）- 赤ボールペンの男
- HERO～2020～（2020年6月、MMJ）- 始関和志 役

### テレビドラマ
- 小悪魔な女になる方法（2005年9月、フジテレビ）- モテモテ軍団筆頭 役
- CAとお呼びっ!（2006年7月、日本テレビ） - 居酒屋店員 役
- 夢二夜 シェイクスピア・ドラマスペシャル 第一夜「王様の心臓〜リア王より〜」（2007年4月6日、日本テレビ）- フランス王 役
- セクシーボイスアンドロボ（2007年4月、日本テレビ）- 武田庄司 役
- 怪物くん（2010年4月、日本テレビ）- アクション参加
- 水曜ミステリー9　森村誠一サスペンス刑事の証明5（2013年2月、テレビ東京）
- 明日の光をつかめ -2013夏-  第22・34・35話（2013年7月、東海テレビ）- 番組司会者 役
- ドクターX〜外科医・大門未知子〜 第6・7話（2013年10月、テレビ朝日）- 麻酔科医佐藤 役
- ドラマスペシャル 家政婦は見た!（2014年3月2日、テレビ朝日）- 国税局徴収官 役
- 花咲舞が黙ってない 第2シリーズ 第3話（2015年7月、日本テレビ）- 刑事 役
- 別れたら好きな人 第42話（2015年9月、東海テレビ）- 店長 役
- ボク、運命の人です。 第8話（2017年6月3日、日本テレビ）- リングアナ 役
- あいの結婚相談所 第1話（2017年7月28日、テレビ朝日）- 同僚 役
- 極道めし 第3話（2018年7月28日、BSジャパン）- 警察官 役
- 獣になれない私たち 第4話（2018年10月31日、日本テレビ）- 松本元紀 役
- トレース〜科捜研の男〜 第7話（2019年2月18日、フジテレビ）
- 七人の秘書 第7話（2020年12月3日、テレビ朝日）
- 家政夫のミタゾノ 第5シリーズ 第5話（2022年5月20日、テレビ朝日）- 高岡純也 役
- やんごとなき一族 第6話（2022年5月26日、フジテレビ）- 建設業者 役
- 連続ドラマＷ フィクサー Season3 全5話（2023年10月8日-11月5日、WOWOW）-キャスター 役
- イップス 第1話（2024年4月12日)、第6話(2024年5月17日) フジテレビ - プロデューサー 役

### CM
- 日産自動車 NISSAN×はねるのトびら「表彰式編」（2006年12月）
- 創通ガンダムプラモデルセット 「みんなで楽しもう」編（2008年）
- TAITO 直感バンド 「直感バンドで銭湯乱入！」、「睡眠ドッキリ！直感バンド！」、「直感バンド！コインランドリードッキリ！」（2008年11月、WEB CM）
- ホンダ ステップワゴンスパーダ 「恐れる怪獣」篇（2009年10月、TV CM）
- キリンビバレッジ 「Fireneo・teamneo編」（2012年4月、TV CM） - ナイツ土屋 役
- ハウス食品 ウコンの力「飲むなら忘れずに編」（2012年7月、TV CM）
- 大和運輸（2012年）
- 日本コカ・コーラ ジョージアエメラルドマウンテン 「さて、やらかしますかproject」[34]（2012年 - 2013年、WEB CM） - メイン
- IOCロンドンオリンピック公式アプリプロモーション映像（2012年）
- ソニー・コンピュータエンタテインメント 「サイコブレイク」（2014年） - 検査員 役
- 楽天 「楽天生命保険」（2014年4月） - ナビゲーター
- KDDI 「au WALLET使い方講座」 （2014年11月、auショップ店内CM） - 講師 役
- 株式会社タジマ（2014年11月、TV CM） - メイン
- 株式会社ABC 「エージェントABC」（2015年1月、TV CM） - ハカセ役
- パナソニック 「還元水素水生成器TK-HS91」（2015年9月、WEB CM） - 父親 役
- ヤマダ電機 EveryPhone（2016年1月、TV CM）
- 第一三共ヘルスケア ガスター10「胃痛脱出！？大作戦」（2018年10月、WEB CM）- オレ 役
- MBS よんチャンTV Qoo CM（2022年10月26日）
- 東邦ガス 「くらしのアレコレ、東邦ガス。」東邦ガス 「ウォーターサーバー篇」「らくらくリース篇」「水まわり篇」「三でんち篇」「三でんちレジリエンス篇」（2023年3月、TV CM）、「東邦ガスくらし まんぞくリフォーム」東邦ガスくらし「キッチンリフォーム篇」「トイレリフォーム篇」(2024年3月、TV CM）
- 日興アセットマネンジメント 日興アセット30秒CM「20年後の目標資産」(2023年5月、WEB CM)
- なないろ生命「メディカル礎 ホケンにイケン篇」(2023年7月、TV CM)
- 日産自動車株式会社 WEBムービー「NissanConnect サービス」

「地図更新篇」、「EVサポート篇」、「緊急時のサポート篇」、「車内Wi-Fi接続で音楽や動画を楽しもう篇」、「便利なオペレータサービス篇」 (2023年9月、WEB CM)、「Nissan Message Park篇」、「Amazon Alexaとボイスアシスタントを賢く使い分けよう篇」、「NissanConnectの加入でボイスアシスタントをもっと快適に篇」(2024年3月、WEB CM)
- ロバート・ウォルターズ・ジャパン 「私の可能性に全力で向き合うプロがいる」（2024年2月、WEB CM）

### その他のテレビ番組
- 逃走中2010信長と忍者の里（2010年10月、フジテレビ） - ドラマ部門
- ファミリーヒストリー・勝野洋〜父はボルネオで何を見たか〜（2011年8月、NHK） - 勝野辰彦 役
- タイムスクープハンターシーズン3（2011年6月、NHK）6話 - 喜助 役、 8話 - 真下蒔田 役
- 超再現ミステリー（2012年8月、日本テレビ）- 実業青年家役
- ジェネレーション天国（2013年2月、フジテレビ） - ボーイ役
- ノンストップ!（2013年2月、フジテレビ） - 詐欺師役
- 発掘！歴史に秘めた恋物語（2015年7月、BSフジ） - ドラマパート 高村光太郎 役
- 奇跡体験!アンビリバボー（2016年1月、フジテレビ） - 矢野浩二役
- ムジカ・ピッコリーノ（2021年2月、NHK教育テレビ）

### モデル
- プラザ・アペア ホームページモデル（2006年）
- リクナビNEXT 期間限定トップページモデル（2009年）
- ウェスティンホテル東京 専属ブライダルモデル（2009年）
- BEAMメディカル・カタログモデル（2011年）
- Da Noi ホームページモデル（2013年）
- 居酒屋チェーン「ヨシックス」モデル（2013年）
- ロイヤルホールヨコハマ セントパトリック・チャーチ プロジェクションマッピング モデル（2015年7月）
- おしゅし写真集「海と空のあいだには」（2016年7月）

### ゲーム
- 相棒DS（2009年3月） - 今井陽太 役
- ファイナルファンタジーXV（2016年11月）- プロンプト・アージェンタム 役（モーション&フェイシャルキャプチャ）

### プロモーションビデオ
- 企業用VP　プーさんのハニーハント編
- HOME MADE 家族「Come Back Home」（2008年9月）
- EXILE 2010年FIFAワールドカップ日本代表応援ソング「VICTORY」（2010年6月）
- Every Little Thing「さよなら」（2015年9月） - ピエロ 役

### MC
- ラグーナ蒲郡「消えたコナンを探せ！」プレショーMC・MC原稿執筆（2007年）
- 「うえの夏祭りパレード」メインMC（2009年）
- オークロンマーケティング「shark隊のおそうじレッスン」東京代表（2011年）
- SONY「SONYタブレットマスターセミナー」（2012年）
- 六本木ヒルズ「ハリーポッター展」 キャスト（2013年）
- 日本科学未来館 特別展「月でくらす展 ～宇宙開発は、月面移住の新時代へ！～」月面管制官役 映像出演 (2023年 4/28～9/3)

### インターネットラジオ
- 伊藤裕一・鶴町憲の「しょうがねぇ！」（2008年11月 - 2009年5月） - お座敷コブラ客演・鶴町憲とのWEBラジオ。
- 「鹿島伊藤のひとつ貸しだよ☆彡 」（2016年6月 -）- 鹿島良太とのWEBラジオ。

### ネット配信
- 演劇動画配信アプリ「観劇三昧」 - お座敷コブラの作品が配信されている。

## 書籍
- 『おいし「そう」に食べる本』（2011年9月、文芸社）[35]

## 受賞歴
- ディズニー・テイルズ・オブ・イマジネーションコンテスト優秀賞
- ダジャレ怪獣王銀賞
- 東京ドラマフェスタ優秀賞
- 第一回ルナティック演劇祭優勝